# ریتم واتچ
ریتم واتچ (انگلیسی: Rhythm Watch) شرکت ساعت‌سازی ژاپنی است، که در سال ۱۹۸۰ تأسیس شد.